# Епархия Неукена
Епархия Неукена (лат. Dioecesis Neuquenianus) — епархия Римско-католической церкви с центром в городе Неукен, Аргентина. Епархия Неукена входит в митрополию Мендосы.

## История
Епархия Неукена учреждена 10 апреля 1961 года на территории, выделенной из епархии Вьедмы.

## Ординарии епархии
- епископ Jaime Francisco de Nevares, S.D.B. (12.06.1961 — 14.05.1991)
- епископ Agustín Roberto Radrizzani, S.D.B. (14.05.1991 — 24.04.2001), назначен епископом Ломас-де-Саморы
- епископ Marcelo Angiolo Melani, S.D.B. (9.01.2002 — 8.11.2011)
- епископ Virginio Domingo Bressanelli, S.C.I. (с 8.11.2011)